# Asiatische Bartvögel
Die Asiatischen Bartvögel (Megalaimidae) sind eine Familie der Spechtvögel, die in Asien auf dem indischen Subkontinent, in Südchina, im festländischen Südostasien, auf den großen Sundainseln mit Ausnahme von Sulawesi und auf den Philippinen vorkommt.

## Merkmale
Asiatische Bartvögel besitzen eine grünlich bzw. bräunlich-olive Grundfärbung. Die Köpfe der Grünbartvögel sind in der Regel farblich vom Rumpf abgesetzt und zeigen eine auffallende bunte Färbung. Die Vögel werden 15 bis 33 Zentimeter lang. Der Rumpf ist kurz, der Hals kurz und dick und der Kopf kann im Verhältnis zum Körper relativ groß sein. Der Schnabel ist groß und schwer und weist an den Kanten oft eine Sägung auf. Bei den meisten Arten entspringenden dem Schnabelgrund steife Borsten. Die Flügel sind mittellang und abgerundet, der Schwanz ist mittellang und am Ende eckig. Wie bei den Spechten ist die erste und vierte Zehe ist nach hinten gerichtet, die zweite und dritte nach vorn (zygodactyle Zehenanordnung). Die Geschlechter unterscheiden sich äußerlich kaum. Asiatische Bartvögel geben laute, kuckuckartige Rufe von sich.

## Lebensweise und Fortpflanzung
Asiatische Bartvögel leben vor allem in Wäldern, sowohl in Primärwäldern als auch in Sekundärwäldern und sowohl im Tiefland als auch in Bergwäldern. Einige Arten besiedeln auch Waldränder, Buschland, Gärten oder andere vom Menschen umgestaltete Landschaften. Sie ernähren sich vorzugsweise von Früchten, vor allem von Feigen, außerdem von Insekten, anderen Wirbellosen und kleinen Wirbeltieren, z. B. Frösche. Da sie die Samen der aufgenommenen Früchte nicht verdauen, haben sie eine wichtige Rolle als Verbreiter von Pflanzensamen.
Die meisten Asiatischen Bartvögel sind monogam und beide Eltern beteiligen sich am Brutgeschäft, an der Aufzucht der Jungvögel und an der Sauberhaltung des Nestes, oft noch unterstützt von Jungvögeln aus vorherigen Bruten. Alle Asiatischen Bartvögel sind Höhlenbrüter. Die Höhlen werden in das weiche Holz toter Bäume gezimmert oder in Termitenbauten gegraben. Die Gelegegröße schwankt zwischen einem und sechs Eier. Die Eier werden ca. zwei Wochen oder etwas länger bebrütet. Nach fünf oder sechs Wochen werden die jungen Bartvögel flügge.

## Systematik
Alle asiatischen Bartvögel gehörten ursprünglich zusammen mit den afrikanischen und südamerikanischen Bartvögeln zu einer einheitlichen Bartvögelfamilie, die die wissenschaftliche Bezeichnung Capitonidae hatte, die heute noch für die Amerikanischen Bartvögel gültig ist. Nach DNA-Hybridisierungsstudien der US-amerikanischen Ornithologen und Molekularbiologen Charles Sibley und Jon Edward Ahlquist bilden die Bartvögel ohne Einbeziehung der Tukane (Ramphastidae) jedoch keine monophyletische Gruppe.
Für die asiatischen und afrikanischen Bartvögel wurden deshalb eigenständige Familie eingeführt (Megalaimidae und Lybiidae). Die Forschungen von Sibley und Ahlquist wurden später durch DNA-Vergleiche bestätigt. Die asiatischen Bartvögel sind die Schwestergruppe einer Klade die alle anderen Bartvögel und die Tukane (Ramphastidae) umfasst.

## Gattungen und Arten
- Unterfamilie Caloramphinae

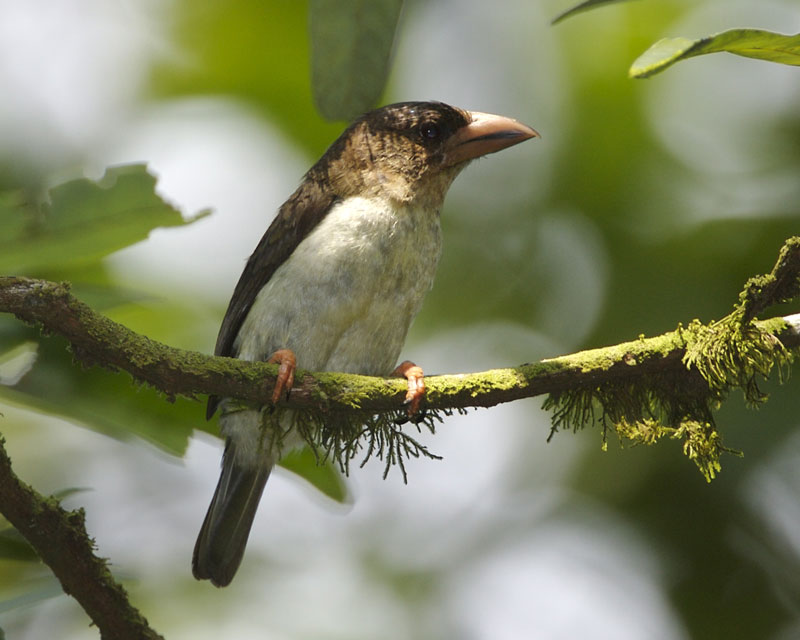
Malaien-Braunbartvogel (Calorhamphus hayii)

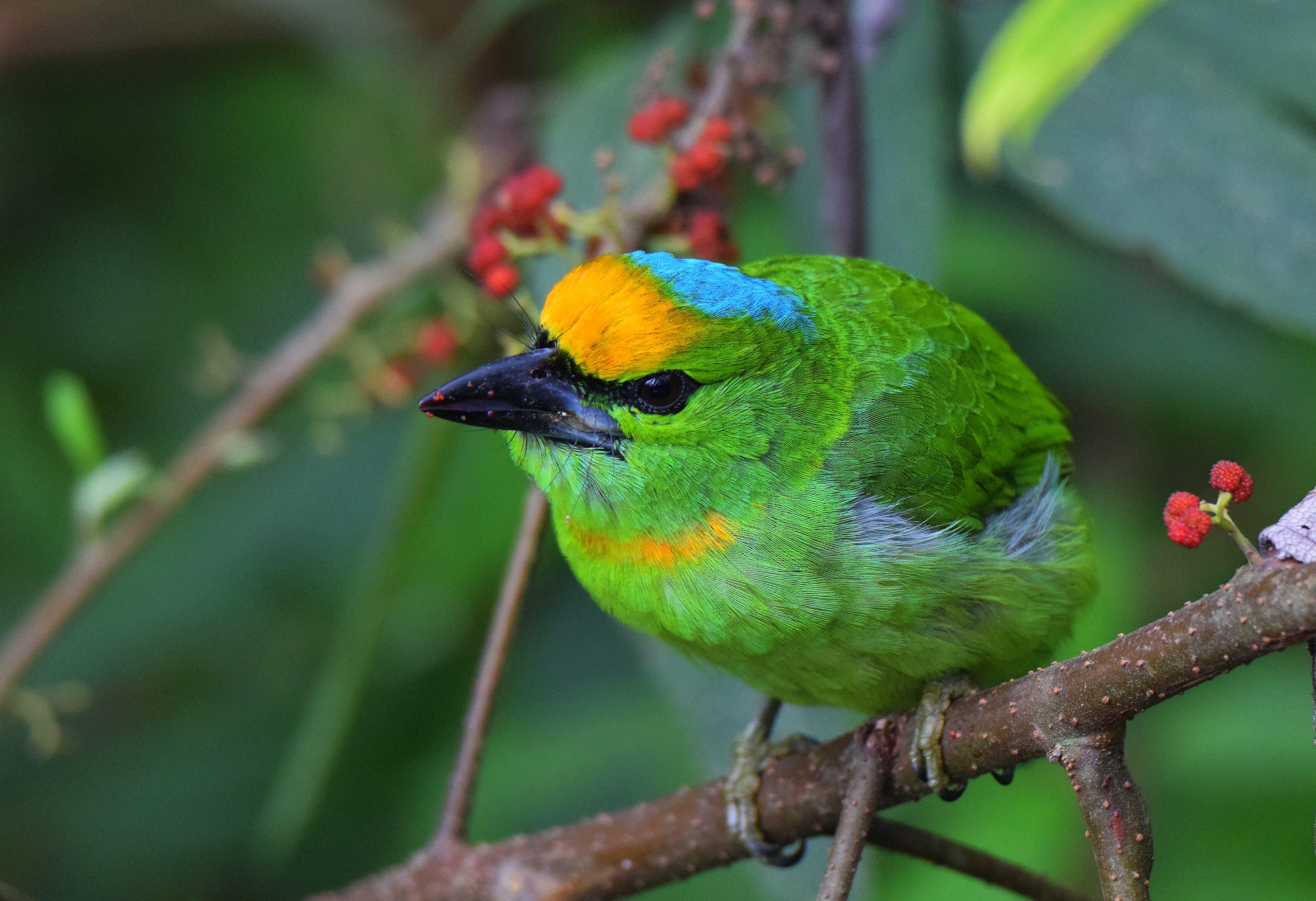
Temminckbartvogel (Psilopogon armillaris)

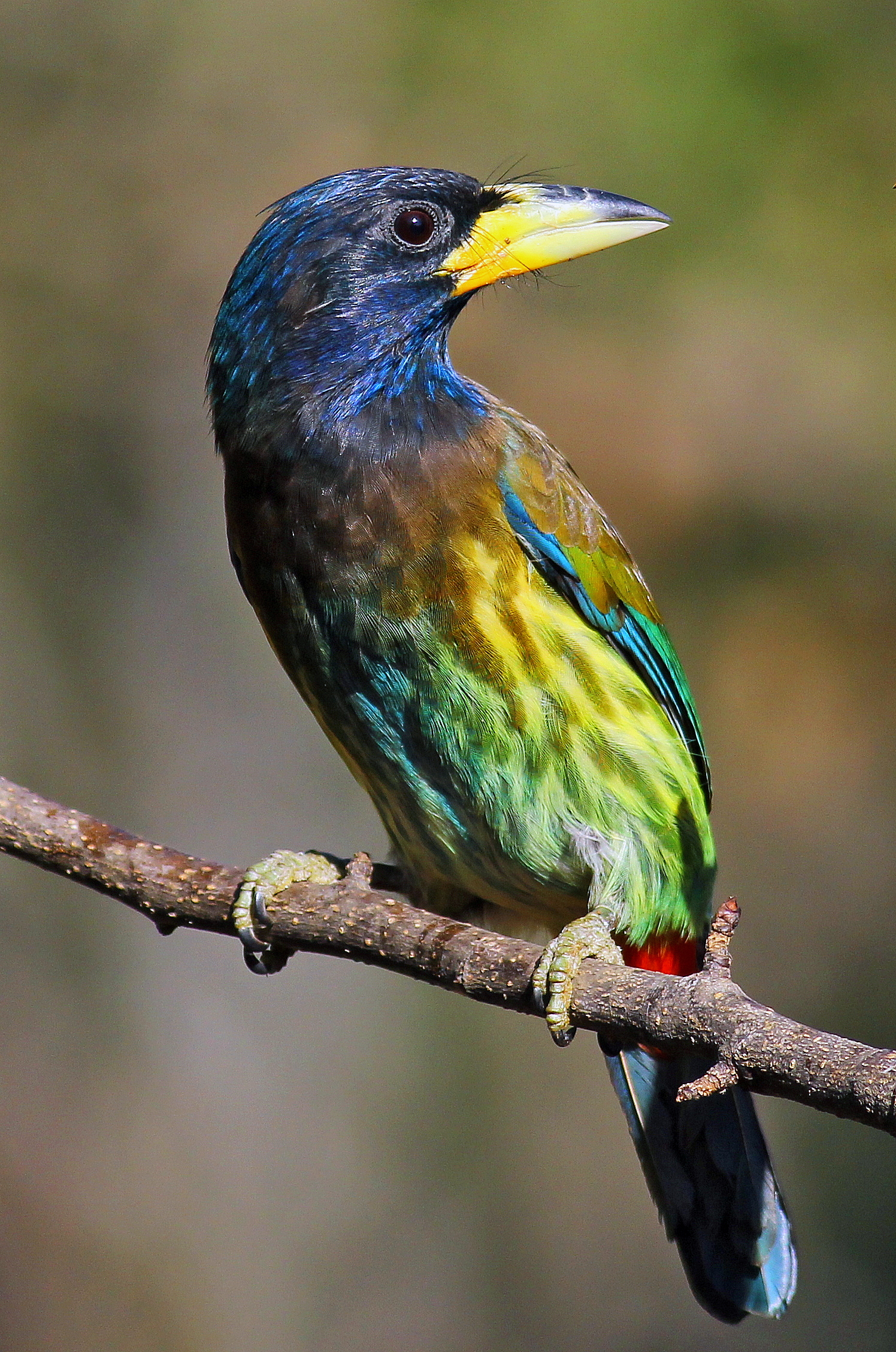
Blaukopf-Bartvogel (Psilopogon virens)

  - Gattung: Braunbartvögel (Caloramphus)
    - Malaien-Braunbartvogel (Caloramphus hayii)
    - Borneo-Braunbartvogel (Caloramphus fuliginosus)
- Unterfamilie Megalaiminae
  - Gattung: Grünbartvögel (Psilopogon)
    - Rotbüschel-Bartvogel oder Ohrenbartvogel (Psilopogon pyrolophus)
    - Annambartvogel (Psilopogon annamensis)
    - Temminckbartvogel (Psilopogon armillaris)
    - Blauwangen-Bartvogel (Psilopogon asiatica)
    - Weißwangen-Bartvogel (Psilopogon auricularis)
    - Gelbohr-Bartvogel (Psilopogon australis)
    - Türkiskehl-Bartvogel (Psilopogon chersonesus)
    - Goldwangen-Bartvogel (Psilopogon chrysopogon)
    - Blauohr-Bartvogel (Psilopogon cyanotis)
    - Braunkehl-Bartvogel (Psilopogon corvinus)
    - Schwarzohr-Bartvogel (Psilopogon duvaucelii)
    - Schwarzkehl-Bartvogel (Psilopogon eximius)
    - Schwarzstirn-Bartvogel (Psilopogon faber)
    - Grünohr-Bartvogel (Psilopogon faiostrictus)
    - Goldstirn-Bartvogel (Psilopogon flavifrons)
    - Goldkehl-Bartvogel (Psilopogon franklinii)
    - Goldbartvogel (Psilopogon haemacephalus)
    - Gelbscheitel-Bartvogel (Psilopogon henricii)
    - Grünscheitel-Bartvogel (Psilopogon incognitus)
    - Java-Bartvogel (Psilopogon javensis)
    - Rotsteiß-Bartvogel (Psilopogon lagrandieri)
    - Streifen-Bartvogel (Psilopogon lineatus)
    - Malabar-Schmiedbartvogel (Psilopogon malabaricus)
    - Borneobartvogel (Psilopogon monticolus)
    - Buntkopf-Bartvogel (Psilopogon mystacophanos)
    - Taiwanbartvogel (Psilopogon nuchalis)
    - Schwarzbrauen-Bartvogel (Psilopogon oorti)
    - Prachtbartvogel (Psilopogon pulcherrius)
    - Vielfarben-Bartvogel (Psilopogon rafflesii)
    - Sri-Lanka-Schmiedbartvogel (Psilopogon rubricapillus)
    - Heulbartvogel oder Blaukopf-Bartvogel (Psilopogon virens)
    - Grünbartvogel (Psilopogon viridis)
    - Ceylon-Grünbartvogel (Psilopogon zeylanicus)

## Belege
1. 1 2 3 4 5  
David W. Winkler, Shawn M. Billerman, Irby J. Lovette: Bird Families of the World: A Guide to the Spectacular Diversity of Birds. Lynx Edicions, Barcelona 2015, ISBN 978-84-941892-0-3, S. 245–246.
2. ↑  
C. G. Sibley, J. E. Ahlquist: The relationships of some groups of African birds, based on comparisons of the genetic material, DNA. In: K.-L. Schuchmann (Hrsg.): Proceedings of the International Symposium on African Vertebrates, Systematics, Phylogeny and Evolutionary Ecology. Zoologisches Forschungsinstitut und Museum Koenig, Bonn 1985, ISBN 3-925382-00-3, S. 115–161.
3. ↑  
Hackett et al.: A Phylogenomic Study of Birds Reveals Their Evolutionary History. In: Science. Band 320, Nr. 5884, 2008, S. 1763–1768, doi:10.1126/science.1157704.